# Christine Delaroche
Christine Delaroche (* 24. Mai 1944 in Paris als Christine Palle) ist eine französische Sängerin und Schauspielerin.
Mit 17 begann sie gleichzeitig Soziologie an der Sorbonne und Schauspielkunst bei Tania Balachova zu studieren. 1963 wurde sie in die Schauspielklasse von Robert Manuel am Konservatorium aufgenommen.
Am Theater debütiert sie 1964 in Pierre Corneilles L’Illusion comique.
An der Seite von Yves Rénier debütiert sie 1965 als Schauspielerin in der Hauptrolle der Colette Ménardier in Claude Barmas Fernsehserie Belphégor oder das Geheimnis des Louvre. Sie ist hier das clevere Mädchen, das den Helden vor der bösen Frau (Juliette Gréco) rettet. Neben Montgomery Clift spielt sie in Lautlose Waffen (1966) und Vittorio De Sica gibt ihr die Hauptrolle in Eine junge Welt als Partnerin von Nino Castelnuovo. Der Kinofilm Junger Mann mit Zukunft (Les Arnaud), in dem sie neben Bourvil und Salvatore Adamo spielt folgt 1967. In der spektakulären TV-Verfilmung von William Shakespeares Ein Sommernachtstraum engagierte Jean-Christophe Averty eine Garde an jungen Filmstars: So fetzt sie sich als Hermia mit Claude Jade als Helena im Athener Wald. Im TV hat sie später auch eine Gastrolle in Mit Schirm, Charme und Melone. Später spielt sie weiterhin in Serien, so 2017 in Plus belle la vie.
Zu Beginn ihrer Schauspielkarriere in den 1960er und 70er Jahren nahm sie mehrere Lieder und Alben auf, einige von ihrem damaligen Ehemann, dem Singer-Songwriter Guy Bontempelli. Besonders bekannt wird sie als Sängerin mit La Fille du soleil, Je les aime comme ça, Mon Grand amour, Toc, toc c'est moi, Les Trois petites sœurs, Les Tigres et les minets.
In Musicals, ob im Fernsehen oder im Theater, ist sie unter anderem in der Titelrolle von Cendrillon die Partnerin von Claude François. Serge Lama gibt ihr in Napoléon, einem Musical von Jacques Rosny die Rolle der Joséphine de Beauharnais.
Es folgen One-Woman-Shows.

## Filmografie (Auswahl)
- 1965: Belphégor oder das Geheimnis des Louvre (Belphégor, Fernsehvierteiler)
- 1966: Lautlose Waffen (L'Espion)
- 1966: Eine junge Welt (Un monde nouveau)
- 1967: Junger Mann mit Zukunft (Les Arnaud)
- 1969: Ein Sommernachtstraum (Le songe d'une nuit d'été)
- 1973–1984: Au théâtre ce soir (Fernsehreihe, 3 Folgen)
- 1977: Mit Schirm, Charme und Melone (The New Avengers, Fernsehserie, 2 Folgen)
- 2007: Plus belle la vie (Fernsehserie, 15 Folgen)